# Cap Arcona (Schiff, 1907)
Die Cap Arcona wurde 1907 als Linien-Passagierschiff für die Hamburg Südamerikanische Dampfschifffahrts-Gesellschaft (HSDG) gebaut und war das letzte von vier Schiffen dieses Schiffstyps für den seit 1901 gemeinsamen Liniendienst mit der Hapag nach Südamerika. Das Schiff war ein Schwesterschiff der 1906 für die Hamburg Süd gebauten Cap Vilano. Beide Reedereien setzten je zwei Schiffe dieses Typs ein.
Unter dem Namen Angers fuhr das Schiff für die französische Messageries Maritimes zwischen 1922 und 1938 als Postdampfer überwiegend auf der Linie von Marseille nach Haïphong. 1939 wurde die ehemalige Cap Arcona in Südfrankreich abgebrochen.

## Geschichte
Mit dem Bau der Cap Arcona 1907 erhielt die Hamburg-Süd ein Schwesterschiff zur im Vorjahr in Dienst genommenen Cap Vilano. Da die Hamburg-Amerikanische Packetfahrt-Actien-Gesellschaft für den Gemeinschaftsdienst der beiden Reedereien mit der König Friedrich August und der König Wilhelm II zwei weitere Schiffe dieses Typs hatte bauen lassen, war die Cap Arcona mit 9.832 BRT das letzte Schiff dieser Serie. An Bord fanden 244 Passagiere der I. Klasse, 110 der III. Klasse und 404 Passagiere im Zwischendeck Platz. Von 1907 bis 1911 war sie das größte Schiff der HSDG.
Der Stapellauf erfolgte am 25. April 1907 bei Blohm & Voss in Hamburg und am 15. September startete sie von Hamburg zum Río de la Plata ihre Jungfernreise. 1914 war der Verkauf der beiden Hamburg-Süd-Schiffe an die HAPAG geplant, die dort mit Prinzen-Namen in Dienst kommen sollten. Am 4. August des Jahres wurde die Cap Arcona jedoch auf Grund des Beginns des Ersten Weltkrieges in Vilagarcía de Arousa, Spanien, aufgelegt.

### In französischen Diensten
Fünf Jahre später, am 31. Mai 1919, wurde die Cap Arcona an die französische Regierung übergeben. Anfangs wurde sie für die Rückführung von Truppen von den verschiedenen Kriegsschauplätzen eingesetzt. 1921 kam sie für die Messageries Maritimes unter dem Namen Angers in Fahrt. Die erneute Passagiereinrichtung bot 151 Passagieren der I. Klasse, 142 der II. Klasse und 80 der III. Klasse Platz. Dazu konnten 450 Fahrgäste im Zwischendeck transportiert werden. Am 7. April 1922 fuhr sie erstmals auf der französischen Postlinie von Marseille nach Saïgon und Haïphong. Das Schiff wurde nach dem Umbau vorwiegend auf der Route Marseille – Ostasien eingesetzt, gelegentlich fuhr die Angers auch zu den französischen Besitzungen im Indischen Ozean vor Ostafrika.
Auch ihr Schwesterschiff Cap Vilano befand sich seit 1924 als Général Metzinger im Dienst der französischen Reederei.
Von 1933 bis 1936 wurde die Angers aufgelegt, kam aber dann erneut nach Indochina zum Einsatz. Im September 1938 verkaufte man sie zum Abwracken. Bei diesen Arbeiten brannte sie am 24. April 1939 völlig aus.